# Carles Llobet i Busquets
Carles Llobet Busquets (Lleida, 1857-1927) fou un artista català.

## Biografia
Nascut a Lleida l'any 1857, Llobet va viure a la capital de Ponent fins al 1872; aquell any es va traslladar a Barcelona. A la Ciutat Comtal esdevindrà un dels màxims exponents d'aquells creadors anònims que, dins l'estructura laboral dels tallers, durien les arts decoratives del Modernisme català a la seva màxima expressió. Llobet es vinculà als principals tallers barcelonins d'escenografia (Taller de Mariano Carrera, del Liceu, de Francesc Soler i de Juan Francisco Chia), col·laborà amb els tallers de daurats de Joan Serrado i de vitralls d'Antoni Rigalt, fins que entrà al taller de Miralles. Dibuixant i director artístic de totes les branques creatives, va ser el responsable de la decoració de l'Hotel Terminus de Puig i Cadafalch, de l'Hotel Colón d'Audet i del restaurant Torino de Gaudí.